# Muricodrupa
Muricodrupa is een geslacht van weekdieren uit de klasse van de Gastropoda (slakken).

## Soorten
- Muricodrupa fenestrata (Blainville, 1832)
- Muricodrupa fiscella (Gmelin, 1791)
- Muricodrupa jacobsoni Emerson & D'Attilio, 1981